# Уильиче (язык)
Уильиче (Chesungun, Chedungun, Huiliche, Huilliche, Veliche) — арауканский язык (по состоянию на 1982 год), на котором говорит народ уильиче, который проживает в регионах Лос-Лагос и Лос-Риос в Чили. Имеет диалект цесунгун.